# Emmen (Nizozemska)
Emmen je općina i grad u provinciji Drenthe na sjeveroistoku Nizozemske.

## Povijest
Emmen je planirani grad koji je nastao iz nekoliko malih poljoprivrednih i tresetarskih zajednica uprovinciji Drenthe još od srednjeg vijeka. Tragovi ovih zajednica još uvek se mogu vidjeti u obliku sela Westenesch, Noordbarge i Zuidbarge, koja imaju posebnu povijest, ali su okružena predgrađima i centrom Emmena.
Razvoj grada nije se dogodio sve do nakon Drugog svjetskog rata. Predgrađa su izgrađena oko starog centra Emmena, počevši od Emmermeera na sjeveru, zatim Angelslo na jugoistoku (gdje je staro selo istog imena srušeno), Emmerhout (poznat po tome što je bio odvojen od grada postojećom šumom) na istoku, Bargeres, Rietlanden i Parc Sandur na jugu i jugozapadu. Izgradnja posljednjeg predgrađa, nazvanog Delftlanden, još uvijek je u tijeku s mnogim već izgrađenim kućama i ljudima koji već žive u tom području.
U gradu je ostalo malo povijesnih znamenitosti, koje uključuju crkvu na trgu (koja stoji još od srednjeg vijeka), zgradu suda (iz početka 20.stoljeća), i poštu iz istog razdoblja. U okolici grada može se naći zemljani rad Roberta Smithsona naziva Broken Circle/Spiral Hill.
Emmen je 1957. godine bio domaćin Prve ženske šahovske olimpijade.
Glavni ekonomski pokretač od 1980-ih godina bio je zoološki vrt Dierenpark Emmen. Osnovan je 1930-ih i gotovo potpuno redizajniran 1970-ih, a danas je njegov suvlasnik općina Emmen. Privlači preko 1,5 milijuna posjetitelja godišnje. Zamjenjen je Wildlandsom 2016. godine, kada je stari zoološki vrt zatvoren. Važne industrije uključuju Teijin Aramid, DSM Engineering Plastics, Wellman i Diolen Industrial Fibers (trenutno Senbis Polymer Innovations). Postoje opsežni staklenici za hortikulturu, posebno u području Klazienaveen-Erica.
Emmen je najnaseljenije urbano područje Drenthe. Općina Emmen je jedna od najvećih općina u Nizozemskoj, iako je područje izvan gradskih granica Emmena prilično ruralno.

## Demografija
Općina Emmen ima oko 107,000 stanovnika, od čega 56,000 živi u gradu Emmen. U usporedbi s oko 3000 stanovnika u 19. stoljeću, ovo ilustrira brzi rast Emmena u posljednjih 150 godina.

## Vanjske poveznice
Službena stranica općine